# Verlag Klingenberg
Der Verlag Klingenberg ist ein österreichischer Verlag mit Sitz in Graz.

## Verlag
Der Verlag wurde im April 2017 von Paul Klingenberg gegründet. Ursprüngliches Ziel war, das von seinem verstorbenen Vater Georg Klingenberg verfasste Buch „Prüfungskunde“ herauszubringen.
Heute widmet sich der junge Grazer Buchverlag der Herausgabe von deutsch‐ und fremdsprachiger Gegenwartsliteratur sowie Sachbüchern, teils mit politischem Hintergrund. Inhaltlicher Schwerpunkt sind die Internationalität und die Vielfalt der Sprachen, darunter Übersetzungen, fremdsprachige Ausgaben und zweisprachige Lyrikbände. Seit 2021 wurde mit Klingenberg Audio das Programm auf Hörbücher ausgeweitet.
Seit der Ausgabe 175 (Herbst 2023) editiert Klingenberg die Literaturzeitschrift Lichtungen als E-Book.

## Autoren
Zu den Autoren des Verlags gehören der kurdische Autor Sherzad Hassan, der Kanadier Jean Perron, der Grazer Stadtschreiber Abdelaziz Baraka Sakin aus dem Sudan, der österreichische Journalist und Schriftsteller Rudolph J. Wojta, die ukrainische Autorin Olha Volynska, der Spanier Francisco Cienfuegos, der in Österreich lebende britische Sprachwissenschaftler David Newby, der deutsche Schauspieler Max Pfnür, der Erwachsenenbildner Wolfgang Moser u. v. m. sowie im Rahmen einer Anthologie slowenischer Kurzprosa, das auf der Frankfurter Buchmesse zum entsprechenden Länderschwerpunkt vorgestellt wurde, Andrej Blatnik, Jasmin B. Frelih, Marko Golja, Andrej Hočevar, Nataša Kramberger, Mirana Likar, Jedrt Maležič, Franci Novak, Tomo Podstenšek, Arjan Pregl, Veronika Simoniti, Ana Svetel, Andrej Tomažin, Urban Vovk und Ajda Bračič.
Bücher mit künstlerischem Schwerpunkt stammen vom transdisziplinär wirkenden Künstler Niki Passath und seiner Frau, der Kunsthistorikerin Elisabeth Passath (vormals Saubach), sowie von Michael Kanofsky und dem Burgtheaterschauspieler Robert Reinagl.